# Mária-tisztelet Magyarországon

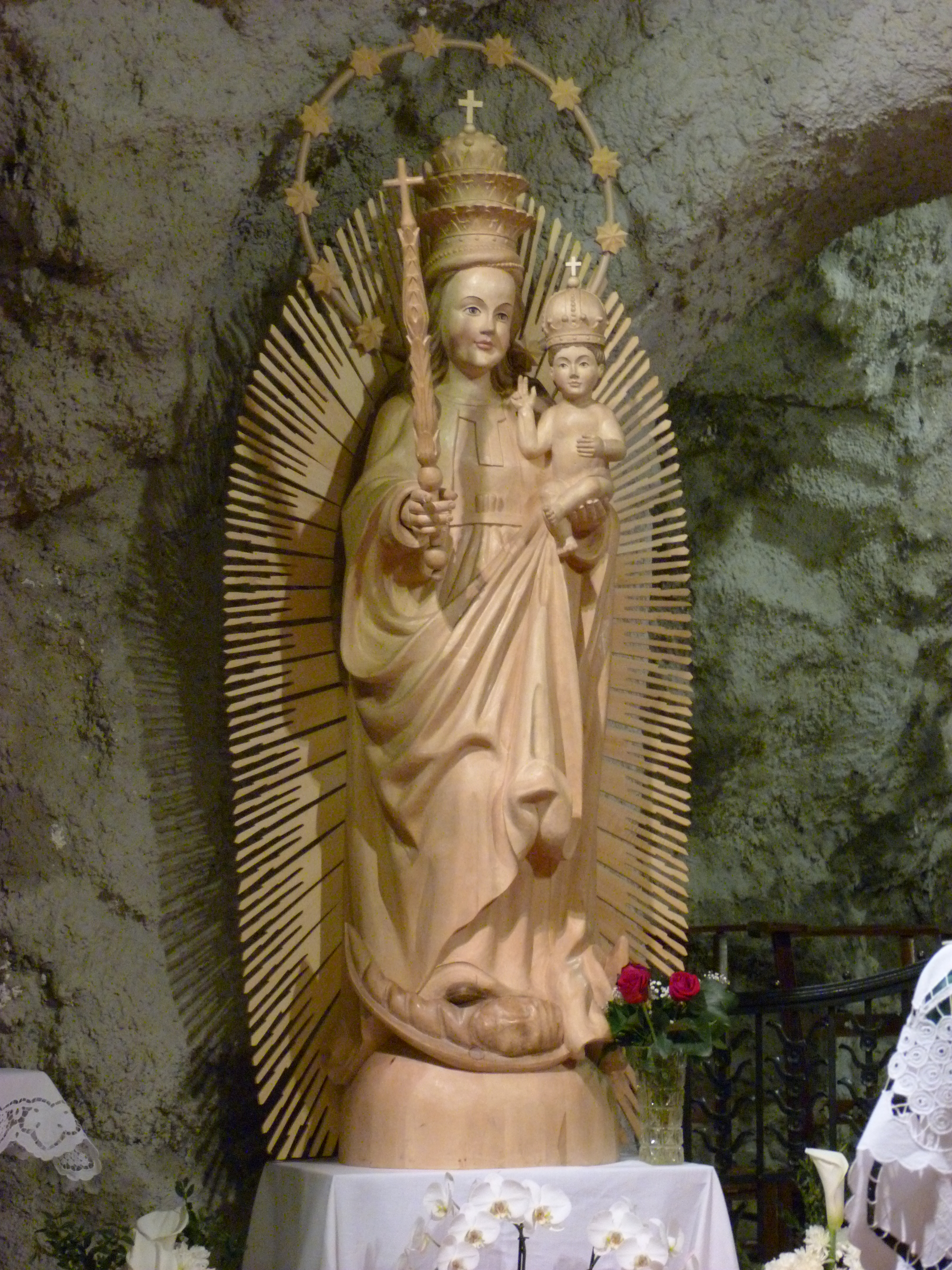
Boldogasszony

Szent Gellért püspök volt a Szűz Mária-tisztelet elindítója Magyarországon. A Boldogasszony-kultuszt Szent István király a keresztény hit terjesztésével párhuzamosan honosította meg. Fia, Szent Imre herceg halála miatt – őt túlélő fiúörököse nem lévén – a hagyomány szerint Mária-Boldogasszonynak ajánlotta fel örökségül az országot. Vaszary Kolos kérésére a pápa elrendelte a Magyarok Nagyasszonya ünnepnapját, amelyet 1896-os millenniumi ünnepségek óta minden év október 8-án tartanak a katolikus kalendáriumban. Lásd még: Máriás lelkület

## Magyarország „Mária országa”
Az irodalomtörténet számára a „Magyarország Mária országa”, a  Regnum Marianum egy több nemzetnél különböző formában élő, nemzetközi toposzegyüttes helyi változata. Története szorosan összekapcsolódik a történelemfelfogás változásával. Ma ismert formájában - a Máriára mint Patrona Hungariae-re és Szent István király legendai gyökerű országfelajánlására vonatkozó középkori és humanista előzmények után - viszonylag későn, a 17. század első felében honosodott meg Magyarországon. Ettől kezdve folyamatosan jelen van a latin és magyar nyelvű katolikus barokk egyházi irodalomban, s fontos szerepet játszik a korszak ideológiai gondolkodásában, politikai, eszmei propagandájában, közvéleményének alakításában. A Regnum Marianum Magyarország latin nyelvű katolikus elnevezése. Jelentése: Mária királysága. A kifejezés abból a hagyományból ered, mely szerint az örökös nélkül maradt Szent István király a halála előtti napon, vagyis 1038. augusztus 15-én Székesfehérvárott a Szent Koronát és az országot Szűz Máriának ajánlotta föl.
Hartvik püspök Szent István-legendája így örökíti meg az országfelajánlást mint kegyelemteli pillanatot: „Végre Isten irgalmából, a százszoros jutalom díjára érdemesen, láz vette le lábáról, s mikor már nem volt kétséges halálának hamari napja, előszólította a püspököket és palotájának Krisztus nevét dicsőítő nagyjait; először megtárgyalta velük, hogy kit választanak helyette királynak. Majd atyailag intette őket, hogy őrizzék meg az igaz hitet, amelyet elnyertek; hogy az igazságot szeressék, az égi szeretet láncait kedveljék, gyakorolják a szeretetet, az alázatossággal törődjenek, de mindenekelőtt a kereszténység zsenge ültetvényén csőszködjenek. E szavak után kezét és szemét a csillagokra emelve így kiáltott fel: »Ég királynője, e világ jeles újjászerzője, végső könyörgéseimben a szentegyházat a püspökökkel, papokkal, az országot a néppel s az urakkal a te oltalmadra bízom; nékik utolsó Istenhozzádot mondva lelkemet kezedbe ajánlom.«”
Az országfelajánlás, mint közjogi jelentőségű tett óta Magyarországot egyértelműen Mária Országaként, Mária Királyságaként, vagyis latinul Regnum Marianumként" határozzák meg, illetve a Szűzanyát Magyarország Oltalmazójaként (Patrona Hungariae) is említik.

## Mária-tisztelet
- Szent Gellért Fehérváron tartotta bemutatkozóbeszédét. Ott Szűz Máriát a „napba öltözött Asszonynak” és „mennybe felvett Boldogasszonynak” nevezte. Diósdon misét mondott amelynek egy részlete bekerült a Képes krónikába: „…Tudomásotokra hozom, ugyanis az isteni titkot, amely nekem ma éjjel felfedeztetett. Urunkat Jézus Krisztust láttam szentséges anyja, az örökké szűz Mária ölében, ki magához híván bennünket, saját kezével nyújtotta nekünk testének és vérének szentségét."[3]
- Szent Gellért megépítteti az első monostort a Maros parti Őscsanádon, ahol a Boldogasszony mennybevételét választják főünnepnek.[4]
- Magyarországot hivatalosan felajánlották Szűz Mária oltalmába négy alkalommal, 1038-ban Esztergomban Szent István; 1317-ben Károly Róbert uralkodása alatt Szepeshelyen; 1693-ban Buda és a délvidék a törököktől való visszavívásuk emlékére a király; 1896-ban a millennium esztendejében Magyarország ezeréves létéért.[5][6]

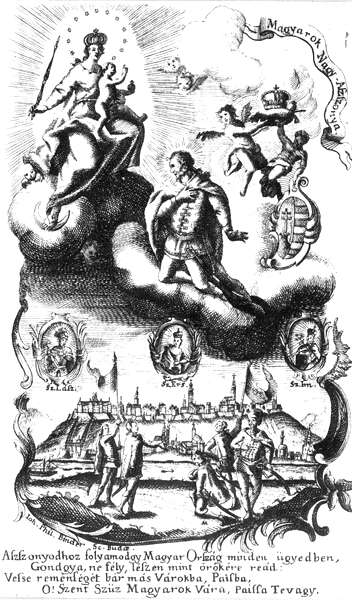
Szűz Máriának felajánlja Szent István a koronát

- Szent István és Gellért imádkozási szokásai az eredete a szombati Szűz Mária-tiszteletnek.[7]
- A tatárjárás után 1252-ben IV. Béla magyar király írnoka Máriát így nevezte: „országunk Úrnője és Patrónája”
- Mátyás királyról feljegyezték, részt vett a szeplőtelen fogantatásról szóló vitatkozáson Budán.[8]
- A török időkben egy pesti ferences feljegyzése szerint 1508-ban Vásárhelyi András így ír Máriáról: „Törököknek megnyomorítója, királyoknak tanácsadója, Magyarországnak megoltalmazója”[9]
- A Jelenések könyvében János apostol látomása a „napbaöltözött” asszony és „lába alatt a hold”, Szűz Mária, a pogányokon győzedelmeskedő kereszténység jelképe lett Magyarországon is, ahogyan az Alsóváros (Szeged) Mária kegyképen is ábrázolva van.[10]
- A XVIII. századi vallási élet felvirágzása alkalmával megnőtt a Mária-tisztelet is. Ennek egyik kiindulópontja a Mária-kongregációk tevékenységei. A nagyszombati egyetem kiadja a „A magyarság minden boldogsága Mária különös kegyelméből származik” című könyvecskét, amelyben minden magyar erényt Mária ajándékának nevez. A jezsuiták 1698-ban a fiatalok részére „A Boldogasszony bemutatásáról” elnevezésű társulatot alapítanak. Fellendült a Mária-kegyhelyekre irányuló zarándoklat a jezsuiták által vezetett Mária kongregációk, és a domonkosok által szorgalmazott rózsafüzér társulatok által kezdeményezett beszédek és ájtatosság hatására.

A tömeges zarándoklatokban ott találjuk az egyszerű népen kívül a főúri nemességet is. A jezsuiták által irányított szervezés a század második felére már 45 diák, és 12 felnőtt Mária kongregációt számlálnak. Azonban 1773-ban pápai bulla oszlatta fel a jezsuita rendet. 1855-ben a Szentszék és az Habsburg Birodalom kötött konkordátum Magyarországnak több mozgási lehetőséget adott. Scitovszky János hercegprímásnak 1853-ban sikerült visszahoznia Nagyszombatba a jezsuitákat. Scitovszkyt búcsújáró püspöknek is nevezték. 1857-ben Mariazellbe huszonötezer, 1864-ben Sasvárba hatvanezer zarándok kereste fel a Mária-kegyhelyeket.
- Új női apácaközösségek jöttek létre. Notre Dame kanonoknők 1851-ben Pécsett, Miasszonyunkról nevezett Szegény Iskolanővérek 1858-ban Temesváron, 1860-ban Kalocsán nyitott rendházat.
- A XX. század elején Bangha Béla Mária kongregáció című lapot indított a növekvő egyházellenes támadások kivédésére.[11]

### Hadvezetésben
A török veszedelem idején a magyar katonák Szűz Mária-képekkel voltak lelkesítve. A Jelenések könyvében leírt napba öltözött asszony egy félholdon tapos mint a bűn és eretnekség legyőzője. A magyarok, Szent István király felajánlásában Magyarország győzedelmes védelmezőjét látták Szűz Máriában, míg a trónoló Szűz Máriát, aki a félholdra lép, összefüggésbe hozták a kereszténység ellenségével, a törökök félhold jelvényével.
- II. András magyar király megesküdött, hogy „a magyar hazát mint Boldogasszony birtokát minden ellenségtől megóvja”[12]
- 1642-től a győri jezsuita templom oltárán az látható, hogy Szűz Máriát ábrázoló pajzzsal fogják fel a magyar szentek a törökök által kilőtt nyilakat.[13]
- XI. Ince pápa üzenetében adta ki a jelszót Buda visszavételénél 1686-ban: „A Boldogságos Szűz ad segítséget!”, melynek latin kezdőbetűi megegyeztek a város nevével ( Beata Virgo Dabit Auxilium). Érdekes megjegyezni, hogy Savoyai Jenő herceg, a Buda felszabadításában is részt vevő ifjú tiszt, későbbi fővezér, és Petneházy Dávid ezredes – aki elsőként tűzött ki Szűz Máriát ábrázoló zászlót az elfoglalt várfal fokára –, is a Mária Kongregáció tagja volt.[14][15]
- II. Rákóczi Ferenc zászlóit Mária képe díszítette. Az ő saját zászlójára ezt írta: „Szűzanyánk által mutatott úton a hazáért és a szabadságért.”[16]

### Írók, költők műveiben
- Ómagyar Mária-siralom
- Vásárhelyi András éneke Szűz Máriához (1508, Peer-kódex)
- Ady Endre: A Pócsi Mária
- Berda József: Bizakodó levél Verebélyre
- Békés Gellért: Alsóvárosi búcsú a háború után
- Bittei Lajos: A solymári Mária
- Juhász Gyula: A Fekete Mária
- Móra Ferenc: Ének a búzamezőkről (Ének a búzamezőkről a Wikiforrásban)
- Németh László: Alsóvárosi búcsú
- Sík Sándor: Az andocsi Máriához; Tizenkét csillagú korona http://mek.niif.hu/01000/01065/html/sik_12.html
- Takáts Gyula: A sümegi csodatevő Máriához

## Mária-oszlopok

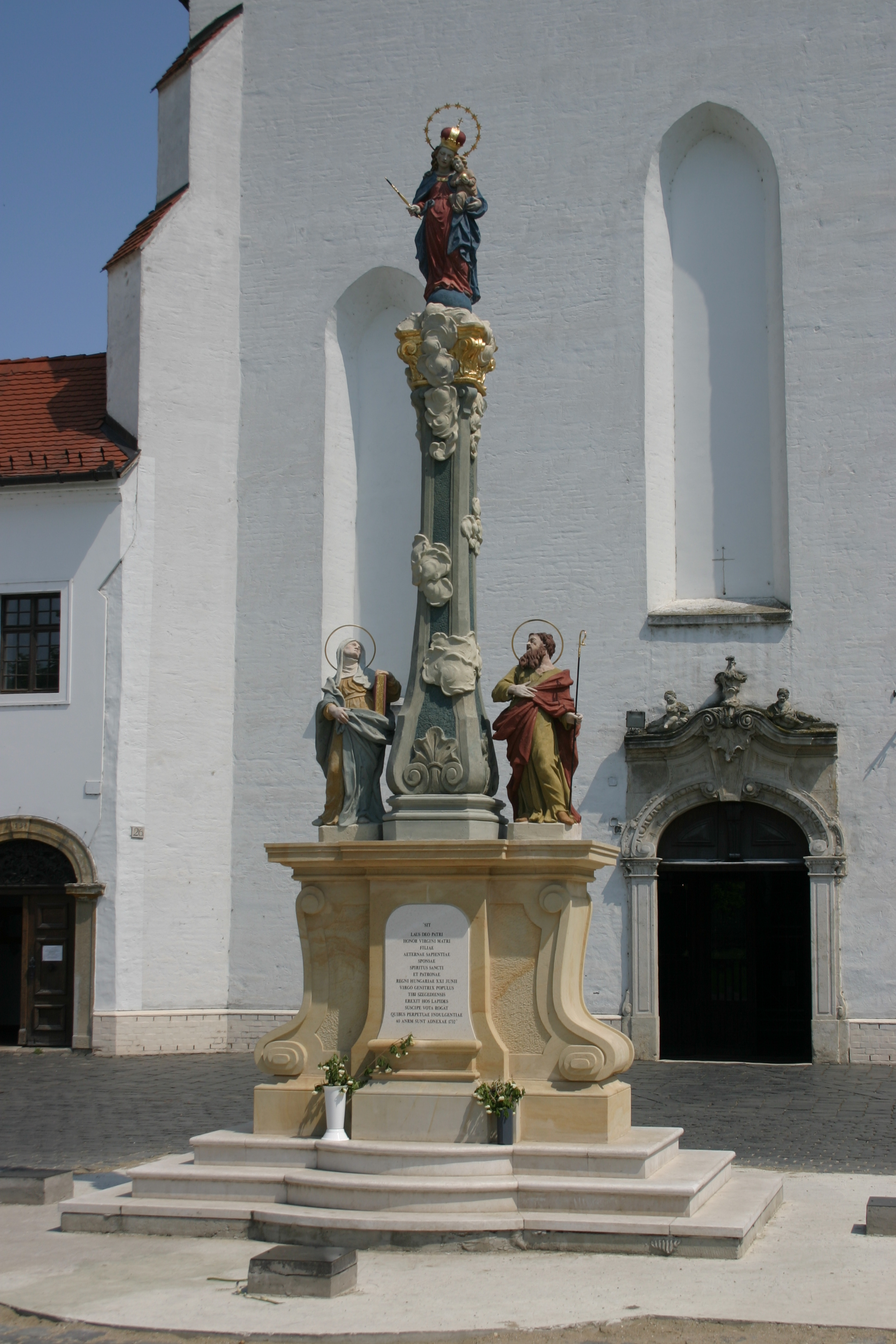
Mária oszlop az 500 éves alsóvárosi (Szeged) ferences templom és kolostor előtt

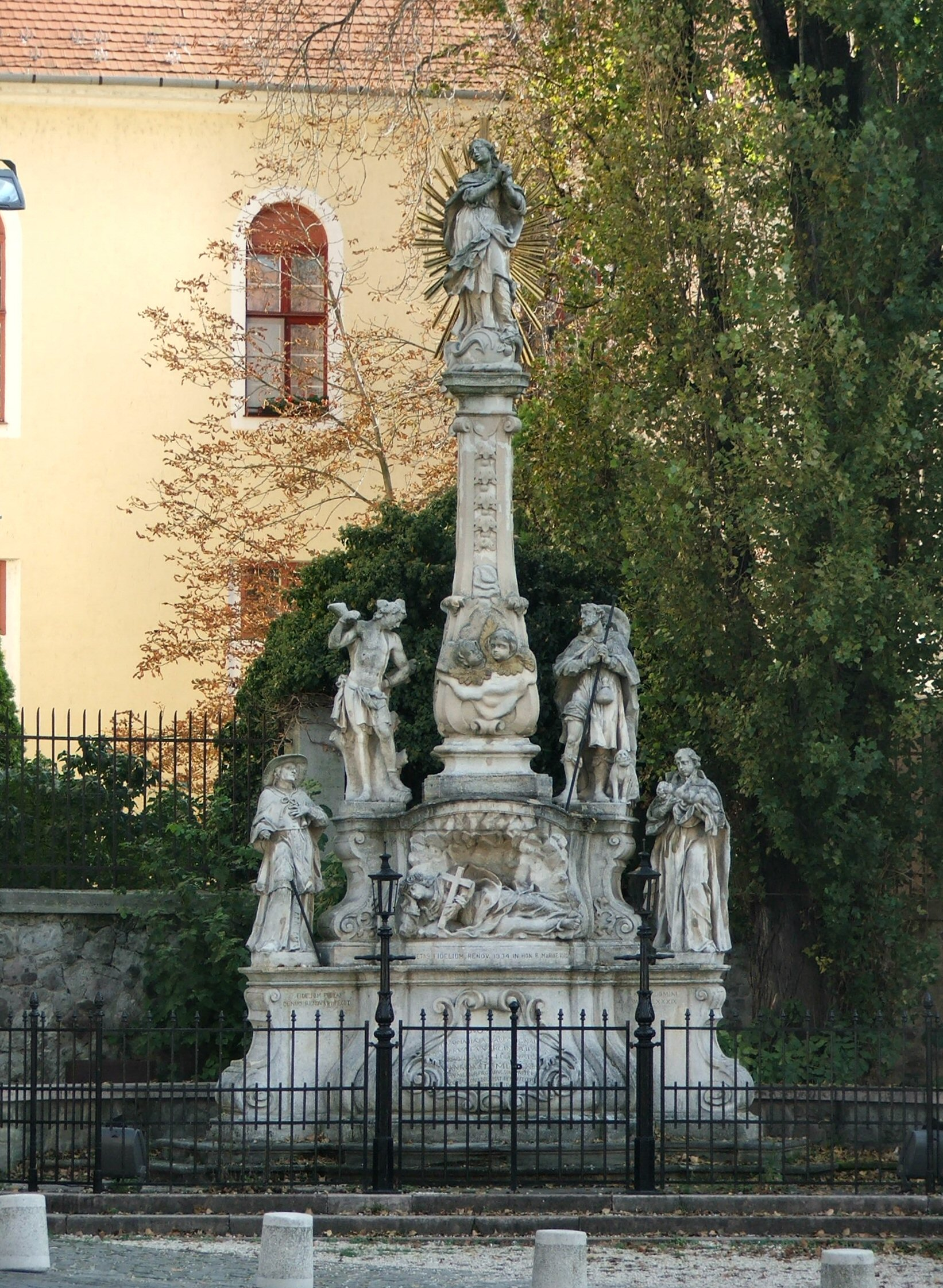
Esztergom, Mindszenty tér

Az ellenreformáció után a jezsuiták szeplőtelen fogantatásba vetett hite erősítette a Mária-kultuszt. Mária alakja a szentháromság-szobrok gyakori alakja. A Boldogasszonyt ábrázoló szobrok több város terein megtalálhatóak hazánkban.
- Békásmegyer-Ófalu, 1788 előtt készült szobrot már 1795-ben erősen restaurálásra javasolták.[17]
- Budapest 1867-ból, a szeplőtlen fogantatás dogma kihirdetésének emlékének napján állíttatták fel. Az immaculata szobrot Lengyel Miklós egri prépost ajándékozta Johann von Halbig alkotását Pest városának. Ma a Rókus templom előtt található.
- Csepreg 1670-es évek előtti alkotás.[18]
- Csorna, 1780-ból.[19]
- Eger, Szvorényi József u. Állíttatta Tarródy István földbirtokos, egy 1990-es másolat van kihelyezve.[20]
- Eger, Árpád út és Farkasvölgy utca sarkán haranglábbal. .][21]
- Eger, 1754-ben már restaurálták, a jelenlegi a Rákóczi utcán látható. Sok elnevezés utal rá: Csengős Mária, Csengettyűs Madonna, Rákóczy utcai Mária szobor, Felnémeti hóstyán levő kőkép, Felnémet hóstyai Mária szobor. Egy kis harangláb tartozik hozzá.[22][23]
- Esztergom, 1905-ben állíttatta Pór Antal kanonok a 3,7 méteres posztamensen álló 2 méter magas szobrot a bazilika előtti Szent István téren.
- Esztergom, 1740-ben állították a mai Mindszenty téren a pestisjárvány emlékére.
- Gödöllő, 1749-ben állíttatta I. Grassalkovich Antal elemi csapások elleni védekezésül.[24]
- Győr, 1686-ban a város tanácsa állíttatta Buda visszafoglalásának örömére.[25]
- Jászárokszállás, 1783-ban emelték.
- Kaposvár, 1770 körül állíttatott rokokó díszítésű szobor.[26]
- Kiscell, 1729-ben állíttatott.
- Kolozsvár, Mária-oszlop (Kolozsvár) 1744-ben állíttatta Kornis Antal főkormányszéki tanácsos és felesége Petki Anna, hálaadományként az 1738 óta tartó pestisjárvány elmúltakor. A szobrász az osztrák Anton Schuchbauer volt.[27]
- Körmend, 1822-ben készült el Johann Martin Fischer szobrász munkája.[28]
- Körmöcbánya, 1764 Dionisio Stanetti olasz mester alkotása.
- Kőszeg, 1739-ben, Lorenz Eisenköbel soproni mester munkája, a Mária-kultusz ellen tiltakozó protestánsokra kivetett pénzbírságból állíttatták.
- Makó, Immaculata-szobor (Makó)
- Mezőkövesd, Zólyomlipcse, Szeged 1700-as években készült.
- Miskolc, a közszájon Csupros Mária-szoborként ismert szobrot 1738-ban hálából állíttatták a város lakói a mai Mindszenti templom előtt, mert a kolera elkerülte a várost.
- Pázmánd, 1735-ben a Jézus Társasági atyák helybeli birtokossága alatt készült.[29]
- Rozsnyó, 1710-ben készítették a pestisjárvány emlékére.
- Sopron, 1745-ben Kollonich Lipót győri püspök állíttatta, Jakob Christian Schletterer osztrák szobrász munkája.[30]
- Alsóváros (Szeged), 1724-ben állították.
- Székesfehérvár, a Szent Sebestyén-templom előtt található Mária-oszlop 1910-ben került a mai helyére. Eredetileg pellengérként funkcionált. Az 1700-as évek elején faragták át, feltehetőleg egy Mária-szobor volt a tetején. Ma az oszlop tetején egy üveglappal fedett fülke található, benne Szűz Máriát ábrázoló kegyképpel.[31]
- Székesfehérvár, 1700. december 8-án állították az első oszlopot a hagyomány szerint a Szent Mihály-templom helyén, Szapolyai János sírhelye fölé. A szobrot 1834-ben felújíttatták a város pestisjárványtól való megmenekülésének tiszteletére. Jelenleg egy 1993-ban készült másolat áll a Piac téren, az eredetit a Városháza épületében helyezték el.[32]
- Szihalom, 1801-ben állíttatták.
- Tata, 1780-ból. A Kossuth téren áll.
- Zsámbék, 1739-ből való immaculata szobor.[33]
- További ismert Mária-oszlopok: Pozsony, Eperjes, Bágyogszovát, Szolnok, Szepesbéla, Jánosháza.[34]

## Mária-ünnepek (hagyományosan: Boldogasszony-napok)

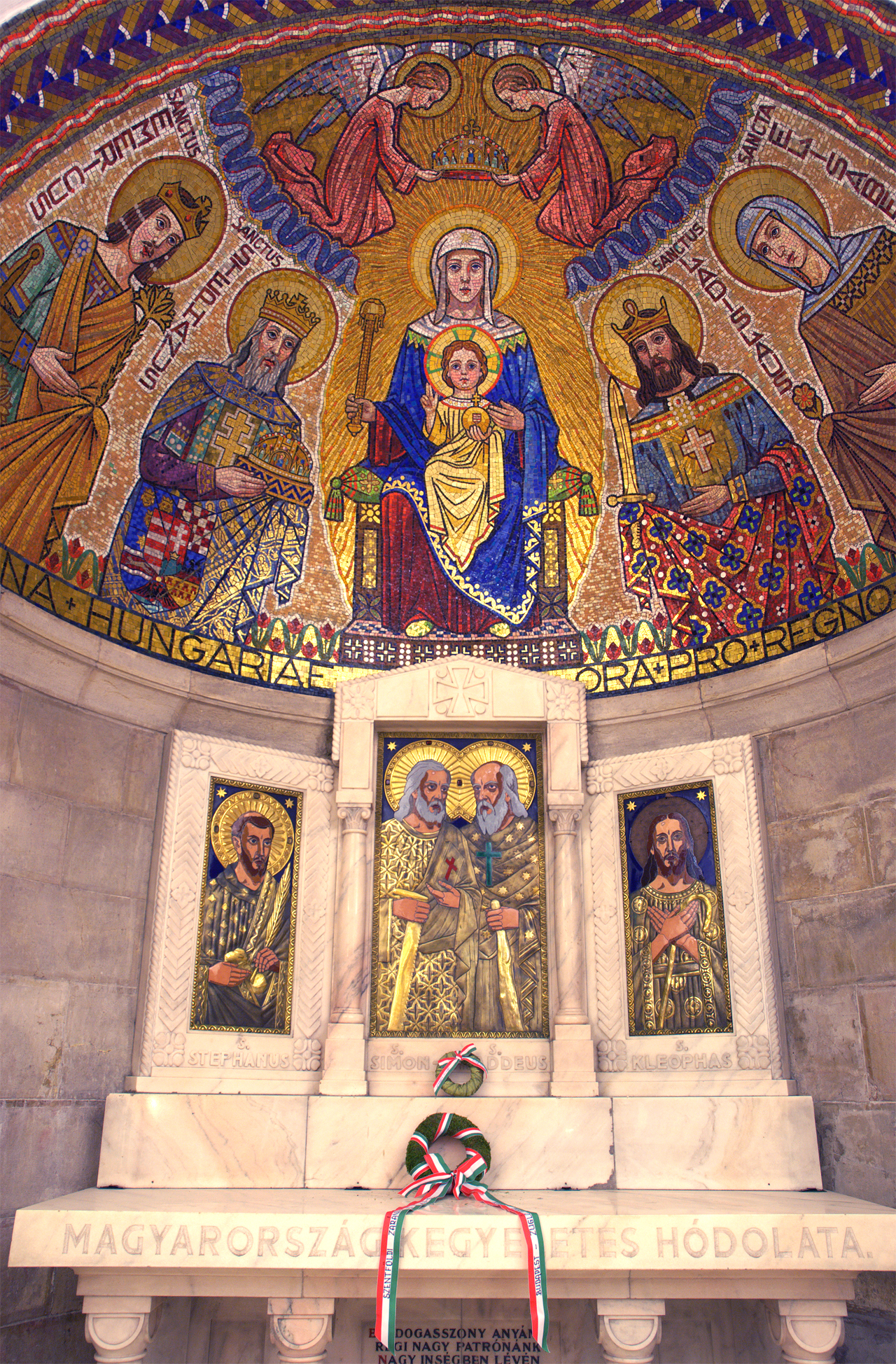
A Mária Elszenderülése templom magyar vonatkozású kápolnája az altemplomban, Jeruzsálemben

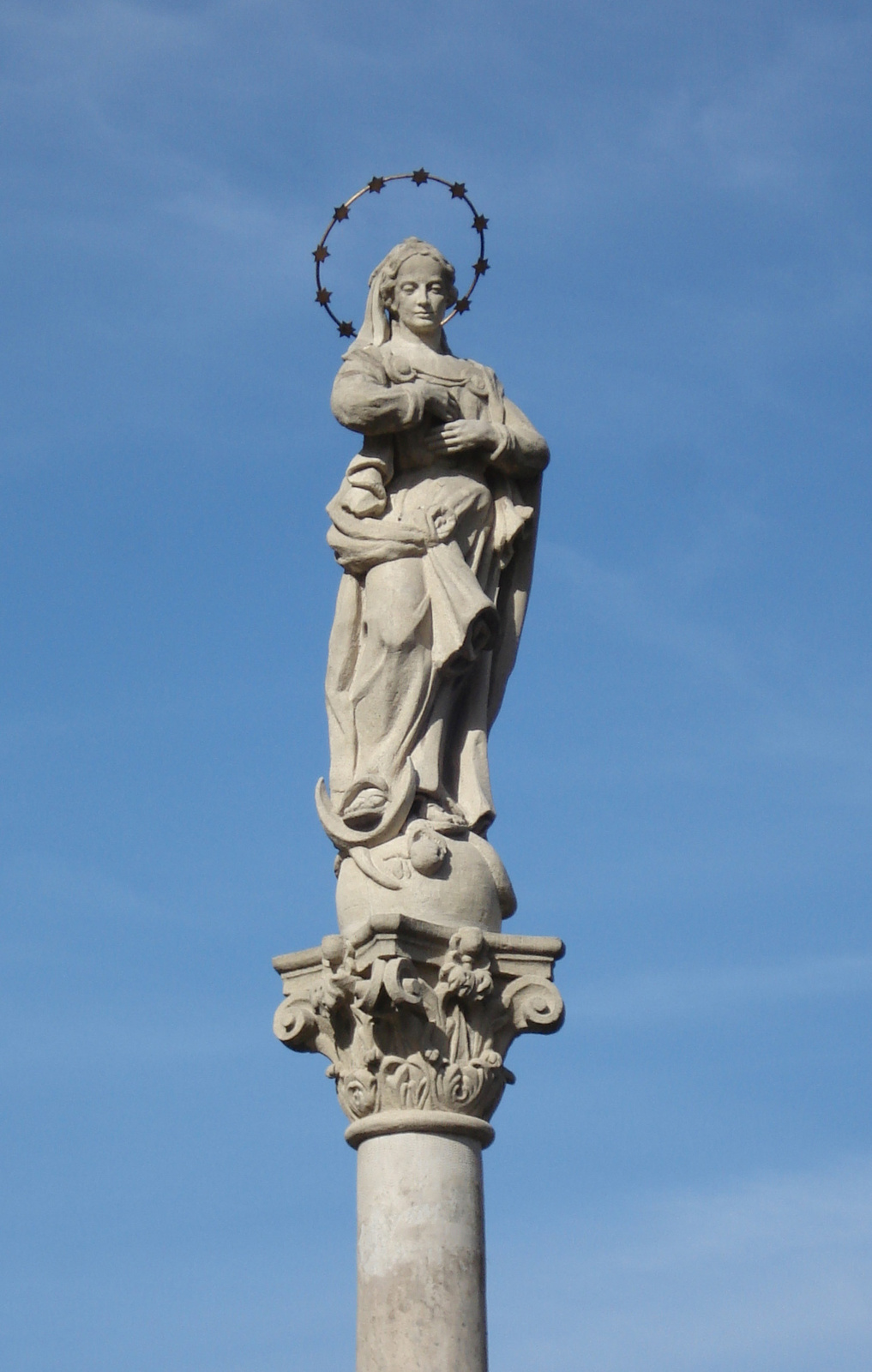
Mária-oszlop Miskolcon

### Története
A XVI. század elejétől a Szent Gellért legendájában olvashatjuk a Karthauzi Névtelen feljegyzéseiből: És az Ő (t. i. Szt. Gellért) tanácsának intéséből akkoron kele fel, hogy az szíz Máriát ez Magyarországban Bódog-Asszonnak, avagy ez világnak nagy asszonyának hívnák». (Toldy Ferenc: Magyar szent. leg. III. fej.) A Mária-ünnepeket ma is Boldogasszony-napoknak nevezi a magyarság, az egy Kisasszonynapja kivételével. (A dőlt betűs ünnepek az ún „hét Boldogasszony” napjai.)
Mária Terézia úgy találta, hogy túl sok ünnep van Magyarországon, amely a nép számára lustálkodásra és mulatozásra ad alkalmat, ezért kérte XIV. Benedek pápát, hogy csökkentse a kötelező ünnepek számát. A pápa szűkítette a kört, így lettek csak a Gyertyaszentelő, Gyümölcsoltó, Nagyboldogasszony, Kisboldogasszony valamint Szűz Mária fogantatásának napja nyilvános ünnepek.
XIII. Leó pápa enciklikájában hazánk ezeréves fennállásának ünnepének alkalmával, engedélyezte a Magyarok Nagyasszonya ünnep megtartását.

### Ünneplése
- Szűz Mária Isten Anya (Theotokosz), Isten szülő ünnepe (január 1.)
- Boldogasszony eljegyzése (január 23.)
- Gyertyaszentelő Boldogasszony vagyis Boldogasszony tisztulása (február 2.)
- Gyümölcsoltó Boldogasszony vagyis Jézusnak Mária méhében való fogantatása, az angyali üdvözlet ünnepe. A keleti egyház 550-től, míg Rómában a 7. századtól ünneplik. (március 25.: éppen 9 hónappal karácsony előtt).
- Sarlós Boldogasszony vagyis Mária látogatása Erzsébetnél. 1263-ban a ferences rendekben vezették be az ünnepnapot. Ma csak Németországban és Magyarországon ünneplik az eredeti ünnepnapot. (július 2.)
- Kármelhegyi boldogasszony napja. Eredetileg csak a karmeliták ünnepelte, annak a legenda okán, hogy a rend generálisa, Stock Simon megkapta a skapulárét Szűz Máriától. 1726-tól terjedt el a római egyházban.(július 16.)
- Havas Boldogasszony: Libériusz pápa alatt Rómában történt csoda emlékünnepe. A legenda szerint nyár közepén Mária az Esquilinuson jelölte ki emléktemploma, a Santa Maria Maggiore helyét havazással. (augusztus 5.)
- Nagyboldogasszony napja, vagyis Mária mennybevétele (augusztus 15.) Ez a Szent Istvántól Magyarország védőasszonyává (Patrona Hungariae), tett Boldogságos Szűz legnagyobb ünnepe, melyet Mennybevitelnek is szokás nevezni, Krisztus anyjának halálára, feltámadására és megdicsőülésére emlékezünk. Azt hirdeti, hogy Isten „felvitte” Szűz Máriát lelki és testi valóságának teljességében Krisztus mennyei országába: azaz Jézushoz hasonlóan közvetlenül „szállt” fel a mennyekbe. XII. Piusz pápa 1950-ben ezt a régi hitbéli meggyőződést – hogy testével és lelkével együtt felvétetett a mennybe –, mint hivatalos hitvallást (dogmát) hirdette ki. Az efezusi zsinat után kezdi ünnepelni a keleti egyház, a római pedig a 7. századtól.
- Kisboldogasszony, Mária születése napja. I. Szergiusz pápa ünnepelte először a VII. század végén. (szeptember 8.).
- Mária neve napja, Kisasszony napjára következő vasárnapon (tehát szeptember 8. és 15. között). Az eredetileg spanyol ünnepet XI. Ince pápa vezeti be a törökökön aratott 1683-as bécsi győzelem emlékére.
- a Boldogságos Szűz hét fájdalmának ünnepe. Egyes német városok a 15. századtól, a szerviták 1667-től ünneplik. VII. Piusz pápa 1814-ben Napóleon kiszabadulásának emlékére teszi általánossá az ünnepet. (szeptember 15.)
- Fogolykiváltó Boldogasszony (szeptember 24.)
- a Rózsafüzér királynője, a rózsafüzért imádkozó híveket segítő Szűz Mária ünnepe október 7-én.
- Boldogasszony bemutatásának (Praesentatio B. M. V.) ünnepe. A jeruzsálemi Mária-templom felszentelésének ünnepe a 6. századtól. (november 21.)
- Szűz Mária szeplőtelen fogantatásának ünnepe (december 8.). A dogmát IX. Piusz pápa hirdette ki az „Ineffabilis Deus” pápai bullában 1854-ben. Ez a Boldogságos Szűznek szeplőtelen, vagyis eredendő bűn nélküli foganására vonatkozik (édesanyja, Szent Anna méhében), s nem Mária szűzen való fogantatására.

### Magyarok Nagyasszonya ünnep
Vaszary Kolos bíboros kérésére XIII. Leó pápa a millenniumi ünnepkör alkalmával engedélyezte a Magyarok Nagyasszonya ünneplését, melyet október második vasárnapjára tettek. Az ünnep időpontját X. Piusz pápa október 8-ra változtatta, majd szeptember 12-én volt, míg 1984-től újra visszakerült az ünneplése október 8-ra. Több Magyarok Nagyasszonya templomot szenteltek fel erre az ünnepre.

### Mária tiszteletére szentelt további ünnepek
- napok: szombat (ünnep), kedd (böjt az áhított gyermekáldásért);
- hónapok: különösen október, a rózsafüzér hónapja, valamint május.
- év: 1947-ben augusztus 15.-i kezdettel a Mindszenty József által vezetett püspöki kar Mária-évet hirdetett.[36]

1954-ben a pápa körlevélben vezeti be a Mária-évet, a "Szeplőtelen fogantatás" 1854. évi dogmájának kihirdetésének századik évfordulójának megünneplésére. A körlevél címe "A Szent Szűz ragyogó koronája" azaz "Fulgens corona". Magyarországon is megtartják a meghirdetett Mária-évet.

#### Könnyező Mária-képek és -szobrok tisztelete
- Magyarországon: Máriapócs, Márianosztra, Győr, Sajópálfala

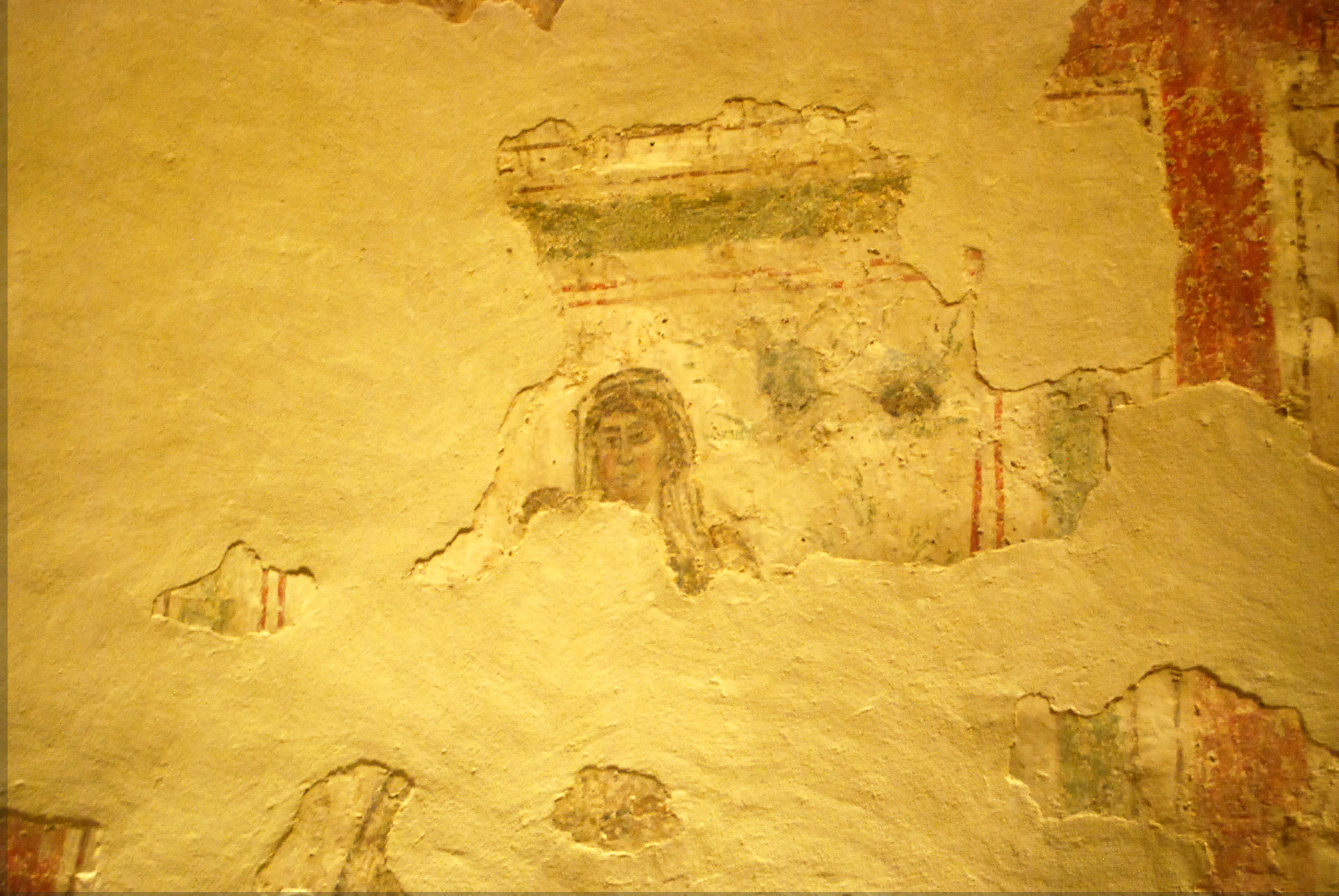
Magyarország legrégibb Szűz Mária ábrázolása a 4. századból. Pécsi ókeresztény Péter Pál-sírkamra

### Művészettörténeti értéket képviselő Szűz Máriát ábrázoló festmények, szobrok
- Raffaello Sanzio: Eszterházy Madonna. (Szépművészeti Múzeum, Budapest)
- Nagy Lajos király korabeli freskót találtak 2010-ben a Belvárosi Főplébánia-templomban Budapesten. A Trónoló Madonnát valószínűleg 1330 és 1370 között festhették.[38]
- Szent Jakab-templom (Kőszeg) XV. századi ábrázolás, a Palástos Madonna freskója.[39]
- A pécsi ókeresztény Péter Pál-sírkamrája a 4. századból fennmaradt Madonna freskójának mára, csak a fej részlete maradt meg. A freskó jelentősége, hogy csak Rómában maradtak fenn hasonló ókeresztény freskók.

## Numizmatika

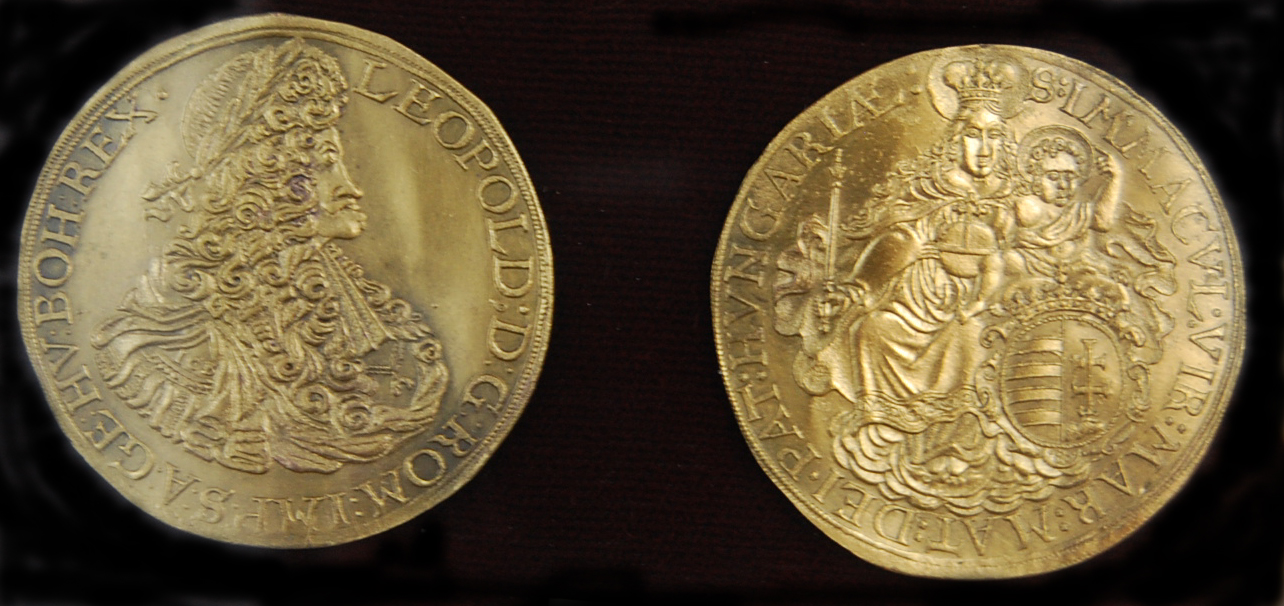
I. Lipót arany krajcára

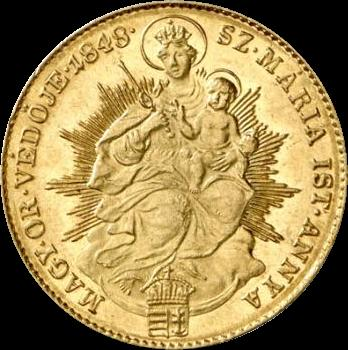
Arany dukát 1848-ból

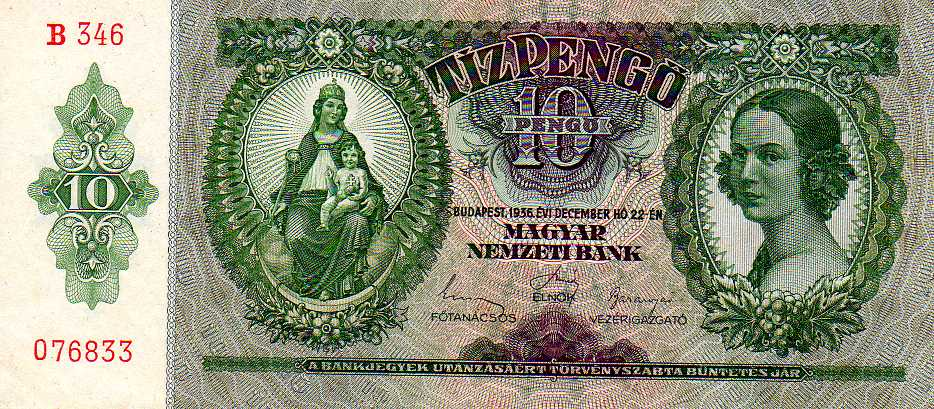
Tíz pengő, 1936

- Mátyás 1467-es pénzügyi reformját követően kialakult hagyomány az aranyforint előlapjára, illetve az ezüstpénzek hátoldalára a Patrona Hungariae kép került.[40]
- 1677 I. Lipót krajcár felirata: PATRONA HUNGAREA
- 1706 II. Rákóczi Ferenc ezüst forintja
- 1848 Aranydukát felirata: SZ.MÁRIA IST.ANNYA - MAGY.OR.VÉDŐJE
- 1936 Tíz pengős papírpénz. Ide tartozik egy különös magánkinyilatkoztatás. Egy szlovák nemzetiségű apáca Budapestre került, Natália nővér. Jézus sokszor szólt hozzá, és utal erre a pénzre is:[41] "Dicséret illeti a magyar népet, mert pénzérméin megőrzi Szeplőtelen Anyám képmását(…) Támadnak majd férfiak, (…) akik arra törekszenek, hogy Anyám képe ne csak a pénzérmekről tűnjenek el, hanem a szívekből is eltűnjék mindörökre.(1939 és 1943 között)".

## Magyarok lakta búcsújáróhelyek
- Andocs, Nagyboldogasszony-bazilika
- Boldogasszony
- Csatka
- Csíksomlyó
- Csobánka-Szentkút
- Doroszló-Szentkút
- Fertőszentmiklós
- Jásd
- Makkosmária
- Máriabesnyő
- Máriagyűd
- Máriakönnye (Vodica)
- Márianosztra
- Máriapócs
- Osli
- Petőfiszállás-Pálosszentkút
- Röjtökmuzsaj
- Szeged-Alsóváros
- Szentfa kápolna
- Tornya
- Vasvár

## Babba Mária
A Székelyföldön helyenként az ősi Babba Mária néven tisztelik Szűz Máriát.